# غيلفي سيغوردسون
غيلفي سيغوردسون ((بالإنجليزية: Gylfi Sigurðsson)‏؛ مواليد 8 سبتمبر 1989) هو لاعب كرة قدم آيسلندي كان يلعب مع نادي ايفرتون ومنتخب آيسلندا في خط الوسط.
بتاريخ 18 أغسطس 2017 انضم الأيسلندي جيلفي سيغوردسون، لاعب سوانسي إلى ايفرتون، في صفقة قياسية بلغت 45 مليون جنيه استرليني (58 مليون دولار).

## روابط خارجية
- غيلفي سيغوردسون على موقع الاتحاد الأوربي (الإنجليزية)
- غيلفي سيغوردسون على موقع إي إس بي إن إف سي (الإنجليزية)
- غيلفي سيغوردسون على موقع قاعدة بيانات كرة القدم.إي يو (الإنجليزية)
- غيلفي سيغوردسون على موقع ليكيب (الفرنسية)
- غيلفي سيغوردسون على موقع ناشيونال فوتبول تيمز (الإنجليزية)
- غيلفي سيغوردسون على موقع Soccerbase.com (لاعب) (الإنجليزية)
- غيلفي سيغوردسون على موقع Soccerway.com (الإنجليزية)
- غيلفي سيغوردسون على موقع عالم كرة القدم.نت (الإنجليزية)
- غيلفي سيغوردسون على موقع AS.com (الإسبانية)